# Corinne (Wirginia Zachodnia)
Corinne – jednostka osadnicza w Stanach Zjednoczonych, w stanie Wirginia Zachodnia, w hrabstwie Wyoming.